# Terapia a vibrazione locale

Terapia a Vibrazione Locale NOVAFON in Logopedia

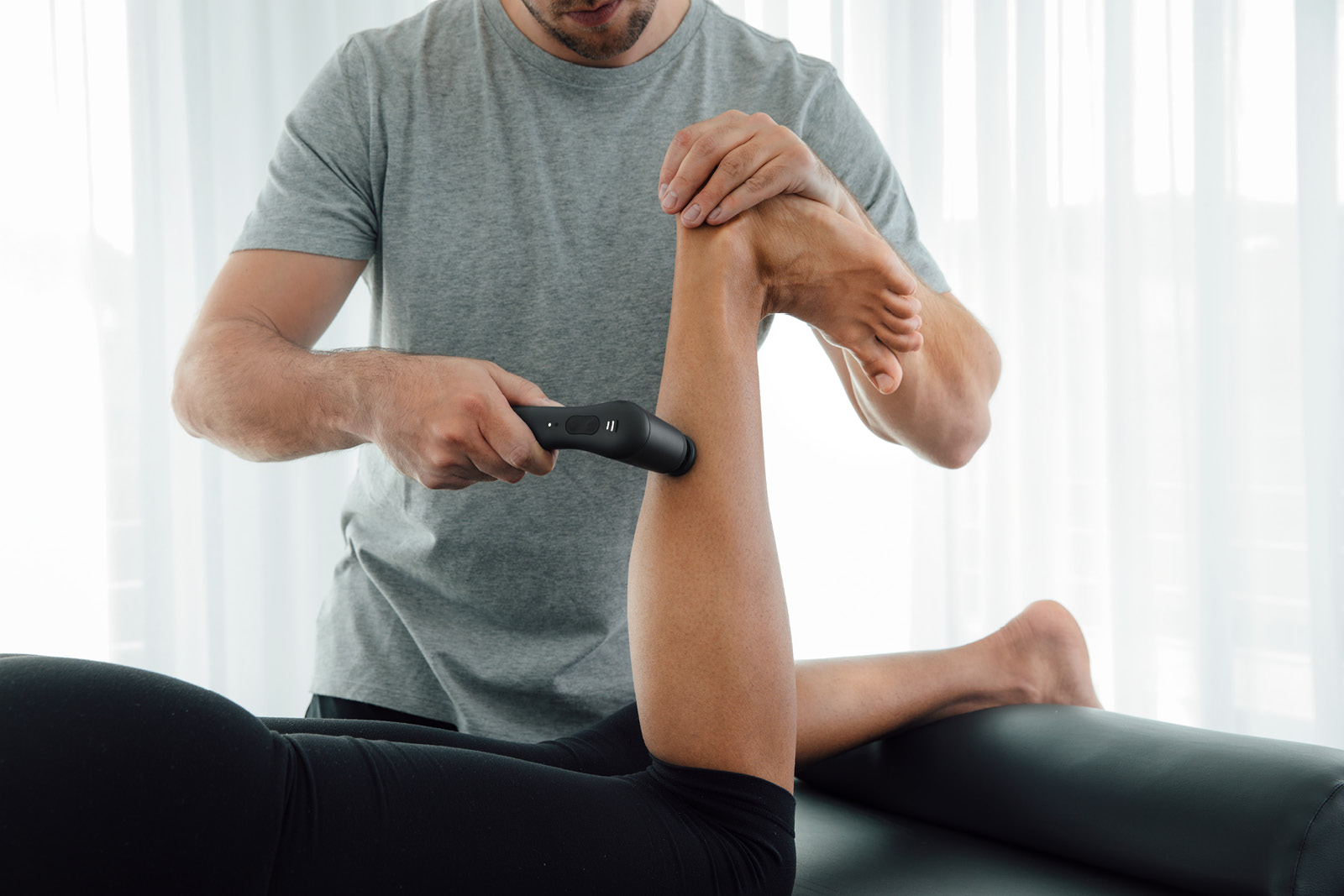
Terapia a Vibrazione Locale in Fisioterapia Osteopatia 1

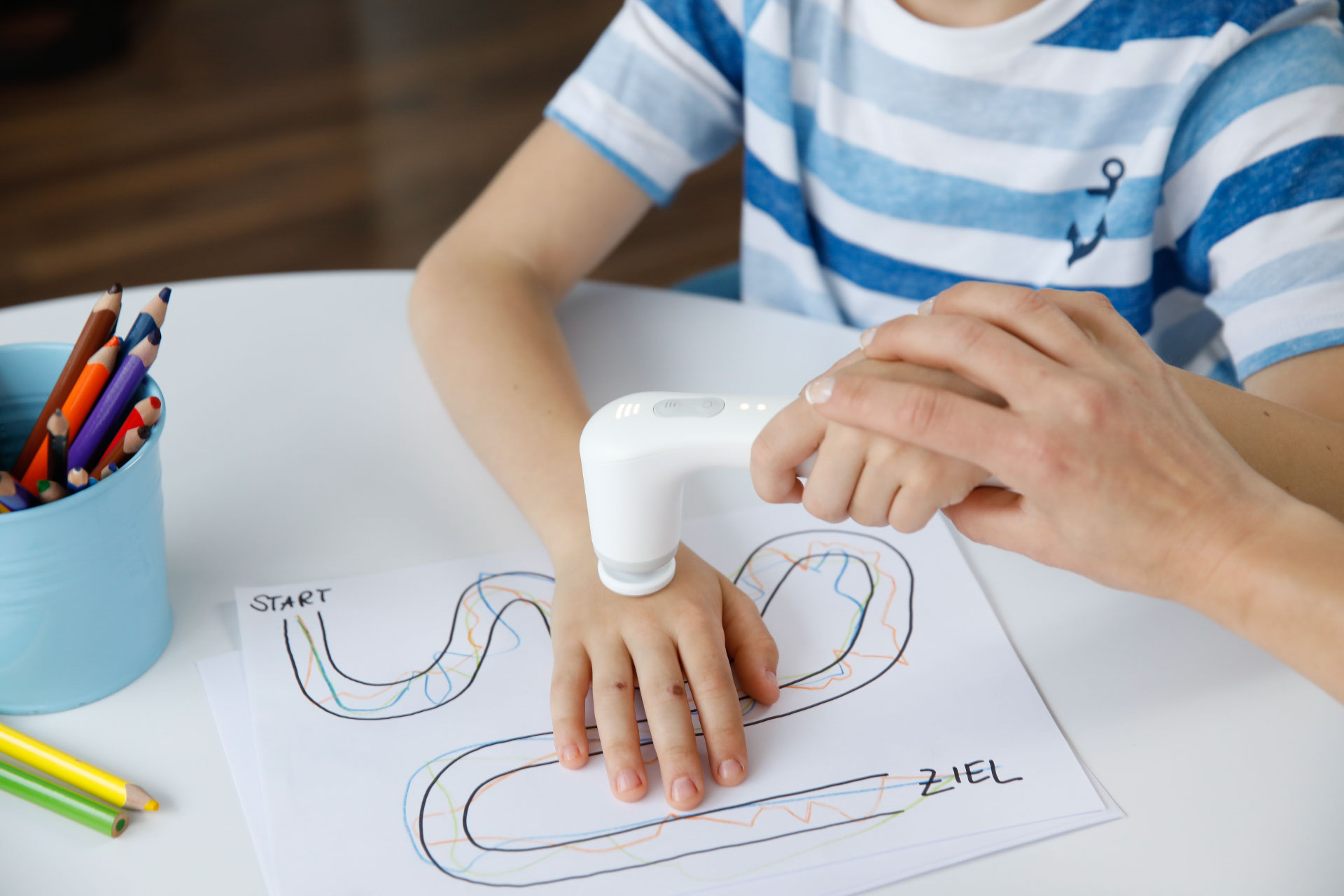
Terapia a Vibrzione Locale NOVAFON in età evolutiva

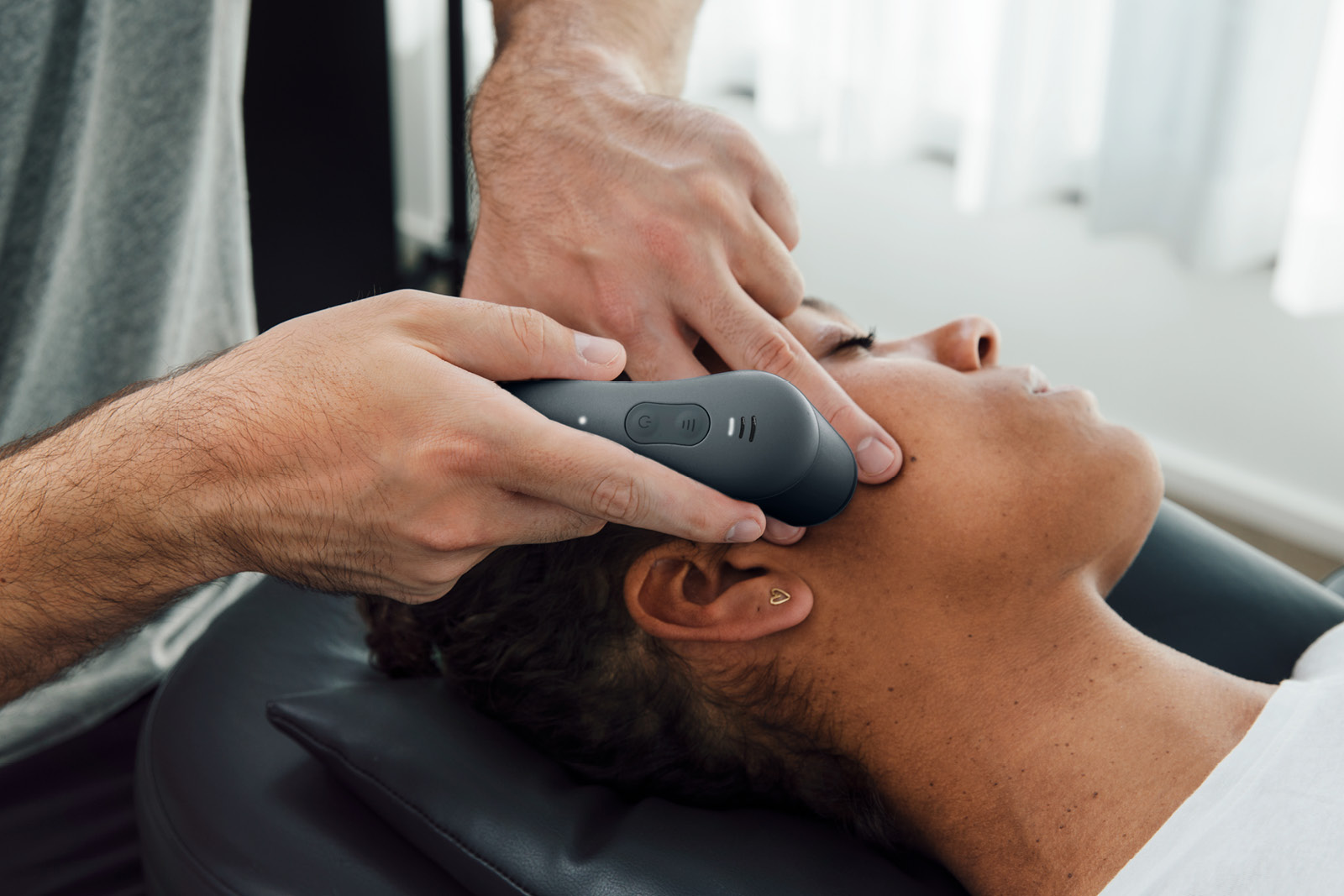
Terapia a Vibrazione Locale NOVAFON in Fisioterapia e Osteopatia

La terapia a vibrazione locale dalla lingua inglese focal vibration therapy, è un trattamento proposto per la riabilitazione in fisioterapia, logopedia, fisiatria, osteopatia, medicina dello sport, foniatria, ortopedia per disturbi muscolo-scheletrici, medicina veterinaria, eccetera.

## Storia
La Vibrazione Locale può essere applicata al corpo in diverse forme. Una è la terapia a vibrazione Meccanica Locale e l’altra è la Terapia a Vibrazione Total Body. I risultati clinici della Whole Body Vibration, fino al giorno d’oggi, sono contrastanti e non è chiara l’interazione e gli aspetti negativi.  Nel 1963 si viene a sapere che la Terapia a Vibrazione Locale a bassa ampiezza è in grado di stimolare alcuni tipi di recettori nervosi impegnati nel controllo motorio.

## Descrizione
Il termine di “vibrazione meccanica locale” si riferisce ad un’oscillazione meccanica attorno ad un punto d’equilibrio. La dimensione delle oscillazioni viene definito ampiezza. Il numero di oscillazioni / tempo definisce la frequenza. La frequenza e l’ampiezza sono i parametri di principali di questo concetto.
La vibrazione può essere applicata al nostro corpo principalmente in due forme diverse:
1. può stimolare singoli muscoli o gruppi di muscoli e viene indicata come Focal Vibration (FV) (Terapia a Vibrazione Locale).
2. può stimolare l’intero corpo ed in questo caso è chiamata Whole Body Vibration (WBV):

I risultati clinici, fino al giorno d’oggi, della Whole Body Vibration sono contrastanti e non è chiara l’interazione e  gli aspetti negativi.
Diverso è invece il percorso scientifico della Focal Vibration (Terapia a Vibrazione Locale).
Nel 1963 è stato dimostrato che la Terapia a Vibrazione Locale a bassa ampiezza è in grado di stimolare in maniera efficace e selettivamente diversi tipi di recettori nervosi impiegati nel controllo motorio. Questa conferma scientifica permise un largo impiego della Terapia a Vibrazione Locale per studiare la fisiologia di questa parte del controllo motorio, e per individuare gli effetti benefici della stimolazione a vibrazione locale per la funzione motoria.

## Applicazione
Può essere applicata per:
- Epicondilite (gomito del tennista)
- Mialgia dolore muscolare
- Ipertonia muscolare
- Dolore artrosi
- Disfagia e Deglutizione
- Articolazione temporo-mandibolare (ATM)
- Tendinite
- Rotacismo
- Fascite plantare
- Riabilitazione post Ictus
- paralisi facciale
- Spasticità
- Punti Trigger
- Pavimento pelvico
- Diaframma
- Impostazione dei fonemi
- Cicatrice
- Paralisi cerebrale infantile
- Ipotonia muscolare
- Squilibro muscolare orofacciale
- Circolazione sanguigna e lifattica
- Disfonia
- Impostazione fonema
- Disartria.